# Kisseljowsk
Kisseljowsk (russisch Киселёвск) ist eine russische Stadt in Sibirien und mit 98.365 Einwohnern (Stand 14. Oktober 2010) die sechstgrößte Stadt der Oblast Kemerowo. Zum städtischen Verwaltungsgebiet kommt eine ländliche Bevölkerung von 4654 hinzu, so dass die Gesamteinwohnerzahl bei 103.019 liegt. Von der Gebietshauptstadt Kemerowo ist sie auf dem Straßenweg 193 Kilometer entfernt.

## Geografie und administrative Gliederung
Die Stadt liegt nördlich von Prokopjewsk zwischen den Ausläufern des Salairrückens und dem Oberlauf des Flusses Aba. Von Nowokusnezk ist Kisseljowsk 83 Kilometer entfernt an der Eisenbahnlinie Artyschta–Abakan gelegen bzw. auf der Straße nach Leninsk-Kusnezki erreichbar.
Das Verwaltungsgebiet der Stadt Kisseljowsk umfasst sieben Ortschaften. Über das Zentrum der Stadt hinaus gehören dazu die Siedlungen Alexandrowka, Berjosowka, Werch-Chumysch, Karagailinski, Oktjabrinka und Uskat. Die Wohnhäuser des heutigen Stadtzentrums wurden vor allem in den 1950er und 1960er Jahren errichtet. Hinsichtlich der separaten Territorien wird unterschieden zwischen dem Stadtzentrum, Afonino, Krasny Kamen, Seljonaja Kasanka (Schacht 12), Tscherkassow Kamen, Karagaila sowie Uskat (Werk Snamja).

## Geschichte
Seine Entstehung verdankt Kisseljowsk im Wesentlichen dem Steinkohlenbergbau. Die ersten Steinkohle-Lagerstätten wurden im Dorf Afonino, welches heute ein Stadtteil von Kisseljowsk ist, Mitte des 19. Jahrhunderts entdeckt. Vor der Oktoberrevolution 1917 hatte jedoch die dortige Kohleförderung nur unbedeutende Ausmaße. Dies änderte sich mit der 1921 erfolgten Eisenbahnanbindung des Ortes. 1932 wurden in Afonino erstmals zwei Bergwerke angelegt; im selben Jahr bekamen Afonino und das Nachbardorf Tscherkassowo zusammen den Status einer Arbeitersiedlung namens Kisseljowski. Am 20. Januar 1936 erhielt schließlich die Siedlung Stadtrechte und hieß von nun an Kisseljowsk.

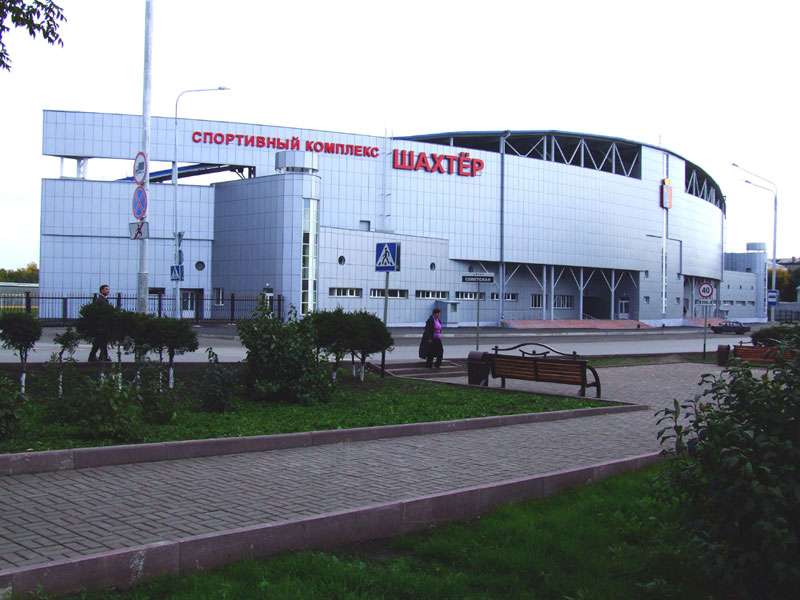
Das Stadion von Kisseljowsk

Nach wie vor dominiert in Kisseljowsk der Kohlebergbau als führender Wirtschaftszweig. Nach der Stilllegung von fünf Bergwerken kurz nach dem Zusammenbruch der Sowjetunion gibt es heute in Kisseljowsk insgesamt fünf Bergwerke sowie zwei Verarbeitungsbetriebe für Steinkohle. Für die Zukunft ist die Erschließung einer neuen Steinkohlelagerstätte geplant. Darüber hinaus gibt es in der Stadt zwei Maschinenbaubetriebe, eine Sprengstofffabrik, eine Ziegelei, eine Möbelfabrik sowie mehrere Nahrungsmittelherstellungsbetriebe. Zu den Bildungseinrichtungen der Stadt zählen ein Bergbau-Berufskolleg, eine pädagogische Hochschule, mehrere Berufs- und Mittelschulen und vier Musikschulen.
Im Sommer 2019 baten einige Bewohner den kanadischen Premierminister Justin Trudeau um Asyl als Umwelt-Flüchtlinge. Der russische Staat hätte sie einfach vergessen. Mehrfach waren Werke abgestellt worden, unter anderem im Winter, als schwarzer Schnee im Ort lag.

### Bevölkerungsentwicklung
| Jahr | Einwohner |
| ---- | --------- |
| 1939 | 43.852    |
| 1959 | 130.697   |
| 1970 | 126.616   |
| 1979 | 121.881   |
| 1989 | 128.083   |
| 2002 | 106.341   |
| 2010 | 98.365    |

Anmerkung: Volkszählungsdaten

## Söhne und Töchter der Stadt
- Wadim Bakatin (1937–2022), Politiker und letzter Chef des KGB
- Serhij Tkatsch (1952–2018), ukrainischer Serienmörder
- Sergej Dolmatow (* 1959), Schachmeister